# Два у један (сајт)
„Два у један“ је сајт београдских новинара Стојана Дрчелића и Михаила Меденице, који објављује политичке колумне са јаким сатиричном тоном.
Мото сајта је „Ми вас не копчамо на леђима“. Са радом је почео 11. априла 2014. и одмах постигао велику читаност, посебно на друштвеним мрежама.
Мотиви за оснивање сајта
Објашњавајући зашто су професионални новинари одлучили да оснују сопствени медиј, Дрчелић каже:
Радио сам у великим и малим редакцијама и свугде се уверио да је такозваних пријатеља куће, што из политике што бизниса, више него саговорника у текстовима. Стигао сам да се оклизнем и о сопствену заблуду како ће нам транспарентност власништва донети слободу и професионализам. Напротив, прво је бачен професионализам, и слобода заједно с њим и то кроз прозор корпоративних медија (...) И, смучило ми се. И да ме копчају на леђима, и да траже да копчам друге. И зато овај блог. Нисам одавно наиван, не верујем да је стање у онлајн медијима боље, али на интернету ипак има места за све.— Стојан Дрчелић, „Зашто овај блог“
О разлозима рада са Михаилом Меденицом:
„Зато што ме је позвао један од последњих срчаних бораца са истанчаним осећајем за добро и племенито, зато што кад греши, не греши по диктату, зато што покушава да остане новинар, а не да постане медијски радник. Мени је то довољно. Заправо, то је данас највише што се може.
Напади на сајт у јуну 2014.
У јуну 2014, након серије текстова о могућим плагијатима у докторском раду министра унутрашњих послова Републике Србије Небојше Стефановића, сајт "Два у један" је хакерски нападан више пута.
Због овога је Удружење новинара Србије (УНС) службено затражило од полиције и Тужилаштва за високотехнолошки криминал да утврде ко стоји иза напада.